# Фумаров Олександр Михайлович
Фумаров Олександр Михайлович (*28 червня 1976, Харків) — почесний член Національної спілки фотохудожників України, за фахом спеціаліст з медіасистем та технологій, один з активних засновників харківської галереї «Палітра», учасник численних публікацій та виставок, учасник українських та міжнародних сноуборд змагань XGames Budvuaser Big Air, SPC Summer, переможець змагань MILLENIUM 2000.

## Біографічні відомості
Народився в родині відомого харківського військового фотографа М. М. Фумарова. Ще з юності почав займатися професійною фотографією. Протягом майже двох десятиліть активно співпрацює з багатьма друкованими виданнями України, Росії та деяких зарубіжних видань.
Захопленість екстремальним спортом, фото та відеозйомкою відтворилися у О.Фумарова в роботі над першими українськими сноубордичними та скейтерськими фільмами та екстрім-фотозйомками. Міжнародного визнання набула співпраця О. Фумарова як фотографа та оператора з такими видатними спортсменами, як Д.Сашенков та А.Сидоренко (Україна), Marc Andre Tarte (Канада), Kenny Reed (Іспанія), А. Москвін (Росія).
Значної популярності в Україні набув відзнятий О.Фумаровим кліп «Сахалін» для групи Lюk, відмічений серед лауреатів фестивалю «Червона рута».
У співпраці з фотографами різних міст України під авторством голови правління ХНС фотохудожників України Андрія Авдієнка
О.Фумаров був автором унікальних великих зйомок до книги «Харківські Витоки».
О. Фумаров учасник авторських та спільних виставок. Має багато нагород.
Виставки: 
- «Доски», Київ, Протасов Яр, 2004. разом з іншими українськими фотографами КиївЭкспоПлаза, 2003.
- «American Trip», Київ, Patipa, 2005, 2006.

Екстремальний спорт: О. Фумаров в команді з Антоном Кузьменко брав участь в авторалі як штурман. У 2006 їх команда зайняла друге місце в своїй категорії на ралі Кубок Ліманов в Одеській області.